# Жерберуа
Жерберуа́ (фр. Gerberoy) — муніципалітет у Франції, у регіоні О-де-Франс, департамент Уаза. Населення — 82 особи (01.01.2021).
Муніципалітет розташований на відстані близько 85 км на північний захід від Парижа, 55 км на південний захід від Ам'єна, 22 км на північний захід від Бове.

## Історія
- 57 рік до н. е. — римляни побудували тут на пагорбі oppidum (укріплення).
- 885 рік — Foulque, перший власник Жерберуа, васал графа Бове, побудував перший кам'яний замок, який замінив попередній, дерев'яний.
- 912 рік — після підписання договору в Сен-Клер-сюр-Епті фортеця отримує стратегічне значення, стаючи місцем битв між французами і англічанами з XI по XVI століття.
- 1078-1078 — Вільгельм Завойовник осадив Жерберуа, де облаштувався його син Роберт II з союзниками короля Франції Філіппа I. Хоча спочатку Вільгельм зазнав поразки (за легендою, він був поранений власним сином), йому вдалося зруйнувати альянс Філіппа I і Роберта і залучити короля Франції на свою сторону. У 1079 Вільгельму вдалося примусити місто до капітуляції, а Роберт, який втік у Фландрію, погодився прийняти умови Вільгельма і примирився з батьком.
- Травень 1435 року — Жерберуа стає місцем одного з боїв Столітньої війни. У цій битві французькі війська здобувають перемогу над англійцями під проводом Джона Фіцалана, 14-го графа Арундела, який був поранений в ногу і потрапив в полон. Графу ампутували ногу, проте він помер через місяць в Бове. Долина, на якій відбулася битва, була пізніше названа на його честь.
- 1793 рік — після страти  Людовика XVI на хвилі антироялістских настроїв село перейменовують в  Gerbe la Montagne  («Сніп-гора»), даючи натяк в його назві на короля.

## Демографія
Динаміка населення (INSEE ):
Розподіл населення за віком та статтю (2006):
| Стать | Всього | До 15 років | 15-24 | 25-44 | 45-64 | 65-85 | Понад 85 |
| --- | ------ | ----------- | ----- | ----- | ----- | ----- | -------- |
| Чоловіки | 46     | 4           | 4     | 12    | 18    | 8     | 0        |
| Жінки | 59     | 11          | 7     | 11    | 15    | 15    | 0        |
| \| Статево-вікова піраміда \| Статево-вікова піраміда \| Статево-вікова піраміда \| \| ----------------------- \| ----------------------- \| ----------------------- \| \| Чоловіки \| Вік \| Жінки \| \| 0 \| 85 + \| 0 \| \| 4 \| 80-84 \| 0 \| \| 0 \| 75-79 \| 4 \| \| 4 \| 70-74 \| 0 \| \| 0 \| 65-69 \| 11 \| \| 4 \| 60-64 \| 4 \| \| 7 \| 55-59 \| 11 \| \| 7 \| 50-54 \| 0 \| \| 0 \| 45-49 \| 0 \| \| 4 \| 40-44 \| 4 \| \| 4 \| 35-39 \| 0 \| \| 4 \| 30-34 \| 7 \| \| 0 \| 25-29 \| 0 \| \| 0 \| 20-24 \| 0 \| \| 4 \| 15-20 \| 7 \| \| 4 \| 10-14 \| 4 \| \| 0 \| 5-9 \| 0 \| \| 0 \| 0-4 \| 7 \| |        |             |       |       |       |       |          |
| Статево-вікова піраміда |        |             |       |       |       |       |          |
| Чоловіки | Вік    | Жінки       |       |       |       |       |          |
| 0 | 85 +   | 0           |       |       |       |       |          |
| 4 | 80-84  | 0           |       |       |       |       |          |
| 0 | 75-79  | 4           |       |       |       |       |          |
| 4 | 70-74  | 0           |       |       |       |       |          |
| 0 | 65-69  | 11          |       |       |       |       |          |
| 4 | 60-64  | 4           |       |       |       |       |          |
| 7 | 55-59  | 11          |       |       |       |       |          |
| 7 | 50-54  | 0           |       |       |       |       |          |
| 0 | 45-49  | 0           |       |       |       |       |          |
| 4 | 40-44  | 4           |       |       |       |       |          |
| 4 | 35-39  | 0           |       |       |       |       |          |
| 4 | 30-34  | 7           |       |       |       |       |          |
| 0 | 25-29  | 0           |       |       |       |       |          |
| 0 | 20-24  | 0           |       |       |       |       |          |
| 4 | 15-20  | 7           |       |       |       |       |          |
| 4 | 10-14  | 4           |       |       |       |       |          |
| 0 | 5-9    | 0           |       |       |       |       |          |
| 0 | 0-4    | 7           |       |       |       |       |          |

## Економіка
2010 року серед 59 осіб працездатного віку (15—64 років) 44 були активними, 15 — неактивними (показник активності 74,6%, у 1999 році було 76,2%). З 44 активних мешканців працювало 39 осіб (20 чоловіків та 19 жінок), безробітними було 5 (2 чоловіки та 3 жінки). Серед 15 неактивних 4 особи були учнями чи студентами, 6 — пенсіонерами, 5 були неактивними з інших причин.